# Sör-Gagnetsjön
Sör-Gagnetsjön är en sjö i Sollefteå kommun i Ångermanland och ingår i Ångermanälvens huvudavrinningsområde. Sjön har en area på 0,282 kvadratkilometer och ligger 138 meter över havet. Sjön avvattnas av vattendraget Gröningsån.

## Delavrinningsområde
Sör-Gagnetsjön ingår i det delavrinningsområde (702168-154958) som SMHI kallar för Utloppet av Sör-Gagnetsjön. Medelhöjden är 140 meter över havet och ytan är 0,86 kvadratkilometer. Räknas de 8 avrinningsområdena uppströms in blir den ackumulerade arean 116,06 kvadratkilometer. Gröningsån som avvattnar avrinningsområdet har biflödesordning 3, vilket innebär att vattnet flödar genom totalt 3 vattendrag innan det når havet efter 86 kilometer. Avrinningsområdet består mestadels av skog (15 procent) och sankmarker (53 procent). Avrinningsområdet har 0,27 kvadratkilometer vattenytor vilket ger det en sjöprocent på 31,8 procent.